# Lincoln (condado de Monroe, Wisconsin)
Lincoln es un pueblo ubicado en el condado de Monroe en el estado estadounidense de Wisconsin. En el Censo de 2010 tenía una población de 835 habitantes y una densidad poblacional de 9,47 personas por km².

## Geografía
Lincoln se encuentra ubicado en las coordenadas 44°6′50″N 90°30′6″O / 44.11389, -90.50167. Según la Oficina del Censo de los Estados Unidos, Lincoln tiene una superficie total de 88.15 km², de la cual 85.99 km² corresponden a tierra firme y (2.46%) 2.17 km² es agua.

## Demografía
Según el censo de 2010, había 835 personas residiendo en Lincoln. La densidad de población era de 9,47 hab./km². De los 835 habitantes, Lincoln estaba compuesto por el 98.32% blancos, el 0.12% eran afroamericanos, el 0.36% eran amerindios, el 0.36% eran asiáticos, el 0% eran isleños del Pacífico, el 0.24% eran de otras razas y el 0.6% pertenecían a dos o más razas. Del total de la población el 0.36% eran hispanos o latinos de cualquier raza.